# Oude kerk in Hidinge
In het kerkdorp Hidinge, gelegen in de Zweedse gemeente Lekeberg in Närke, staat de oude kerk van Hidinge. Deze kerk heeft in de loop der tijd op vele manieren dienstgedaan. 
De kerk is gebouwd tijdens de 12de eeuw. Tijdens de jaren 60 van de 19de eeuw werd hij te klein. Een nieuwe kerk verderop in het dorp moest uitkomst bieden. Vanaf de tijd dat de kerk zijn oorspronkelijke functie had verloren, heeft deze dienstgedaan als gebedshuis, verenigingsgebouw, hooischuur en onderdak voor zwervers. In 1935 is de kerk onder de verantwoordelijkheid van een stichting gevallen, die nu het onderhoud op zich neemt.

## Te klein
In het midden van de 19de eeuw stond de zowel gevreesde als geliefde geestelijke Morenius aan het hoofd van de kerkgemeenschap in Hidinge. Hij wilde dat er ten minste één persoon per huishouden iedere zondag naar de kerk zou komen. De inwoners gehoorzaamden hem, zodat de kerk iedere zondag meer dan vol zat. Omdat er te weinig plaats was, moest hiervoor een oplossing komen. Landeigenaar Hinnersson schonk grond voor een nieuwe kerk. Deze nieuwe kerk werd in 1869 in gebruik genomen.

## Verval
Toen de nieuwe kerk eenmaal in gebruik was genomen, keek er niemand meer om naar de oude. De kerkenraad besloot uiteindelijk dat deze gesloopt moest worden. Een plaatselijke zakenman bood aan deze klus gratis uit te voeren, als hij de stenen mocht gebruiken voor de bouw van een zuivelfabriek. Tijdens een veiling werd ten slotte het hele interieur verkocht. Zo wisselden de kerkbanken, het altaar, de preekstoel en het crucifix, van eigenaar. Het is echter nooit daadwerkelijk tot een sloop gekomen; Jakob Larse en Karl Ekbom boden tijdens een gesprek met Morenius 200 rijksdaalder voor de kerk. Dit bod is geaccepteerd, waarmee de kerk behouden bleef.
De kerk deed de eerste 25 jaar dienst als gebedshuis. Toen er een echt gebedshuis in Lanna kwam, werd de kerk een gebouw voor geheelonthouders. Vanaf 1905 tot en met 1921 was er helemaal geen bestemming voor de kerk en gebruikte de koster deze als hooischuur. In die periode werd er geheel geen onderhoud aan de kerk gepleegd en werd het een geliefde verblijfplaats voor zwervers.

## Restauratie
In 1924 is men begonnen met de restauratie van de kerk. Het länsmuseum in Örebro betaalde de meest noodzakelijke reparaties. De rekening was 3.800 kronen. In 1935 werd de stichting opgericht die het onderhoud van de kerk overnam. In 1937 werd de kerk voor nog eens 13.000 kronen gerestaureerd. Ook werd zo veel mogelijk van het oude interieur teruggekocht. Een middeleeuws altaarstuk werd uit een andere kerkinboedel gekocht.

## Originele delen
Uit de middeleeuwen zijn het doopvont, de ijzeren deuren van de sacristie en de met smeedwerk beslagen eiken deuren in de zuidmuur, behouden gebleven. In 1958 is het exterieur gerenoveerd en is er een orgel geplaatst. In de jaren 60 van de 20ste eeuw is er een klokkenstoel geplaatst. Een grote klok die nu nog in de klokkenstoel hangt, werd op 21 februari 1971 in gebruik genomen. Middels een inzamelactie werd hiervoor het benodigde geld bijeengebracht.
Edsberg · Hackvad · Hidinge, nieuwe kerk · Hidinge, oude kerk · Knista · Kräcklinge · Kvistbro · Mullhyttan · Tångeråsa
Zweden · Örebro län · Närke · Lekeberg